# Maurits Post

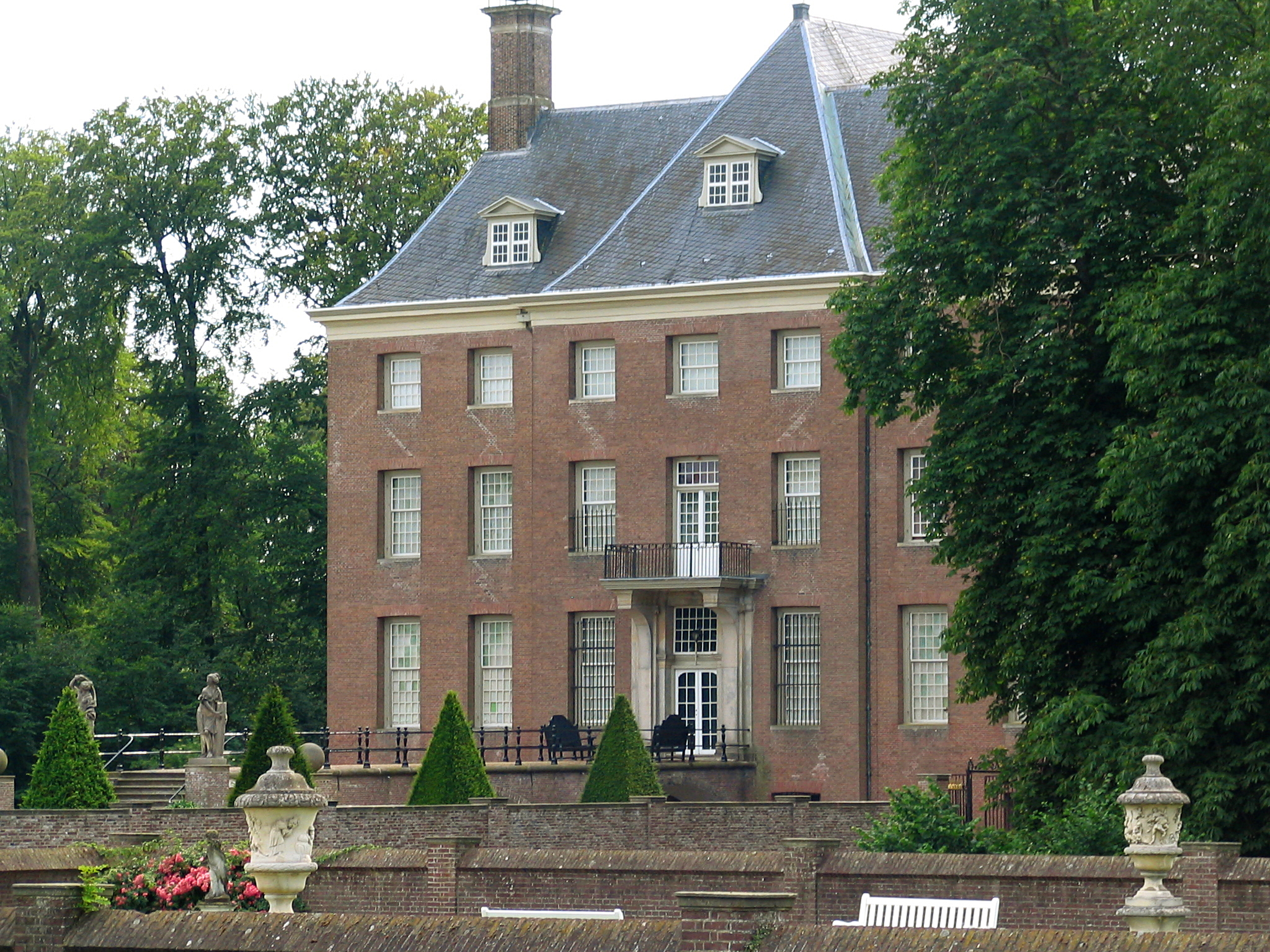
Schloss Amerongen

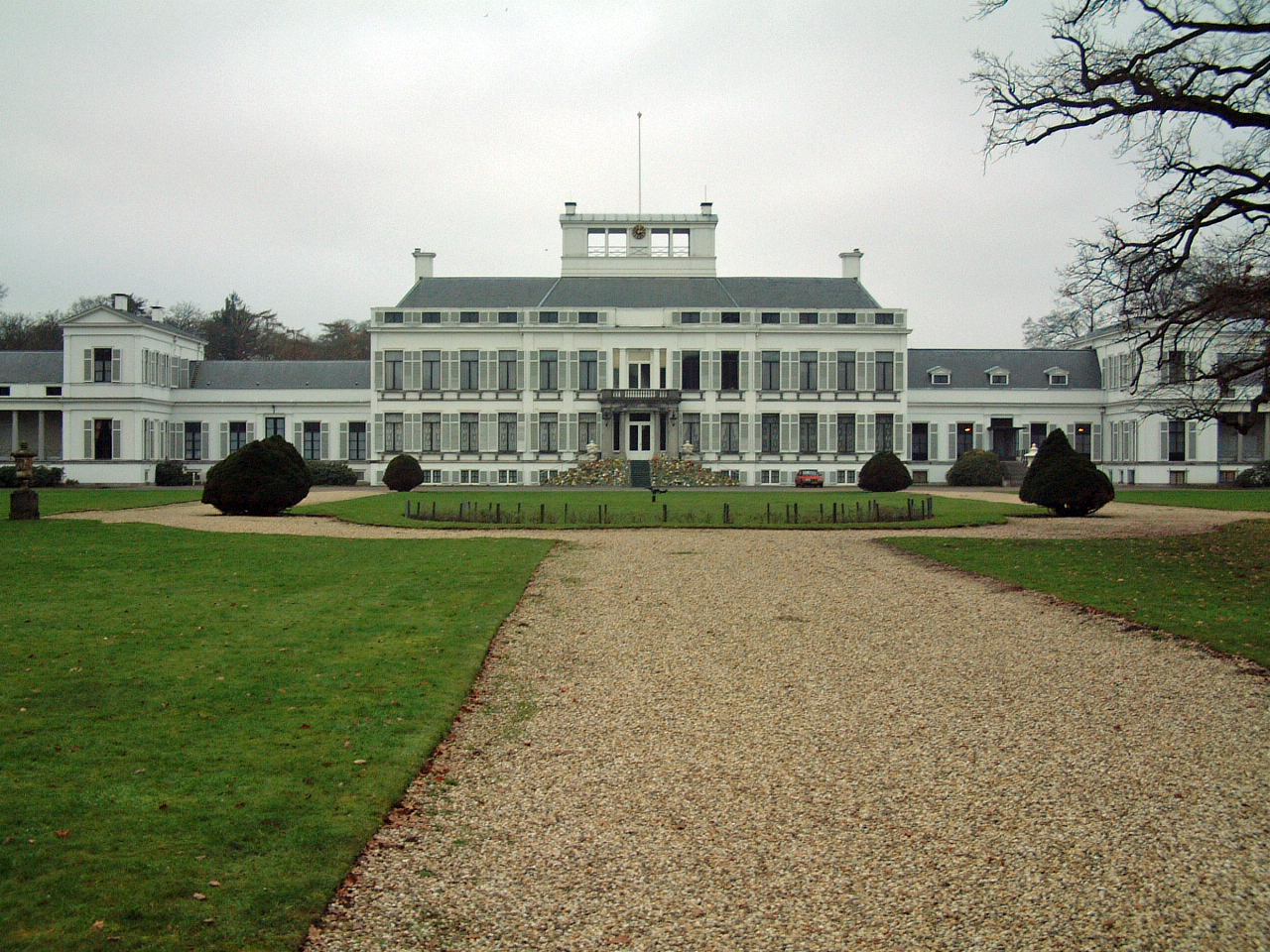
Palais Soestdijk

Maurits Post (* um 10. Dezember 1645 in Haarlem; † 6. Juni 1677 in Den Haag) war ein niederländischer Architekt.
Maurits Post war der Sohn des Architekten Pieter Post und arbeitete wohl mit ihm zusammen. Nach dem Tod des Vaters übernahm er 1669 dessen Projekte und Bauvorhaben im neoklassischen Stil. Er war in Siegen, Den Haag, Dieren, Honselersdijk, Soestdijk und Zuilenstein tätig. Insbesondere arbeitete er für den niederländischen Statthalter Wilhelm III.

## Bauten (Auswahl)
- Schloss Amerongen
- Palais Soestdijk
- Schloss Huis ten Bosch
- Paleis Noordeinde
- Fürstengruft im Unteres Schloss in Siegen